# Dinheiro colonial dos Estados Unidos
O dinheiro colonial dos Estados Unidos passou por muitas fases de desenvolvimento e que continuaram no período após a Revolução Americana. As moedas em circulação nas Treze Colônias, em geral de origem espanhola, conhecidas como "dólares espanhóis" tinham ampla aceitação quando alguns governadores coloniais começaram a autorizar a emissão de papeis moeda para financiarem atividades econômicas. O Parlamento do Reino Unido aprovou leis monetárias em 1751, 1764 e 1773, com o objetivo de regulamentarem a circulação desses papéis moeda das Colônias.
Durante a Revolução Americana, as colônias se tornaram Estados independentes. Livres da regulação britânica, elas passaram a emitir papel moeda para pagarem gastos militares. O Congresso Continental também imprimiu dinheiro durante a Revolução, que ficou conhecido como "dinheiro continental" (Continental currency). Em 1777, foram autorizadas 42 formas diferentes de moedas continentais . As notas se desvalorizaram rapidamente, piorando a situação ao término da Guerra.
Devido a esses e outros problemas, a Constituição dos Estados Unidos, ratificada em 1788, negou aos Estados o direito de emitirem dinheiro e moedas. O First Bank of the United States, organizado em 1791, e a Lei da Cunhagem de 1792, foram os marcos iniciais do dinheiro de circulação nacional nos Estados Unidos.

## Dinheiro colonial

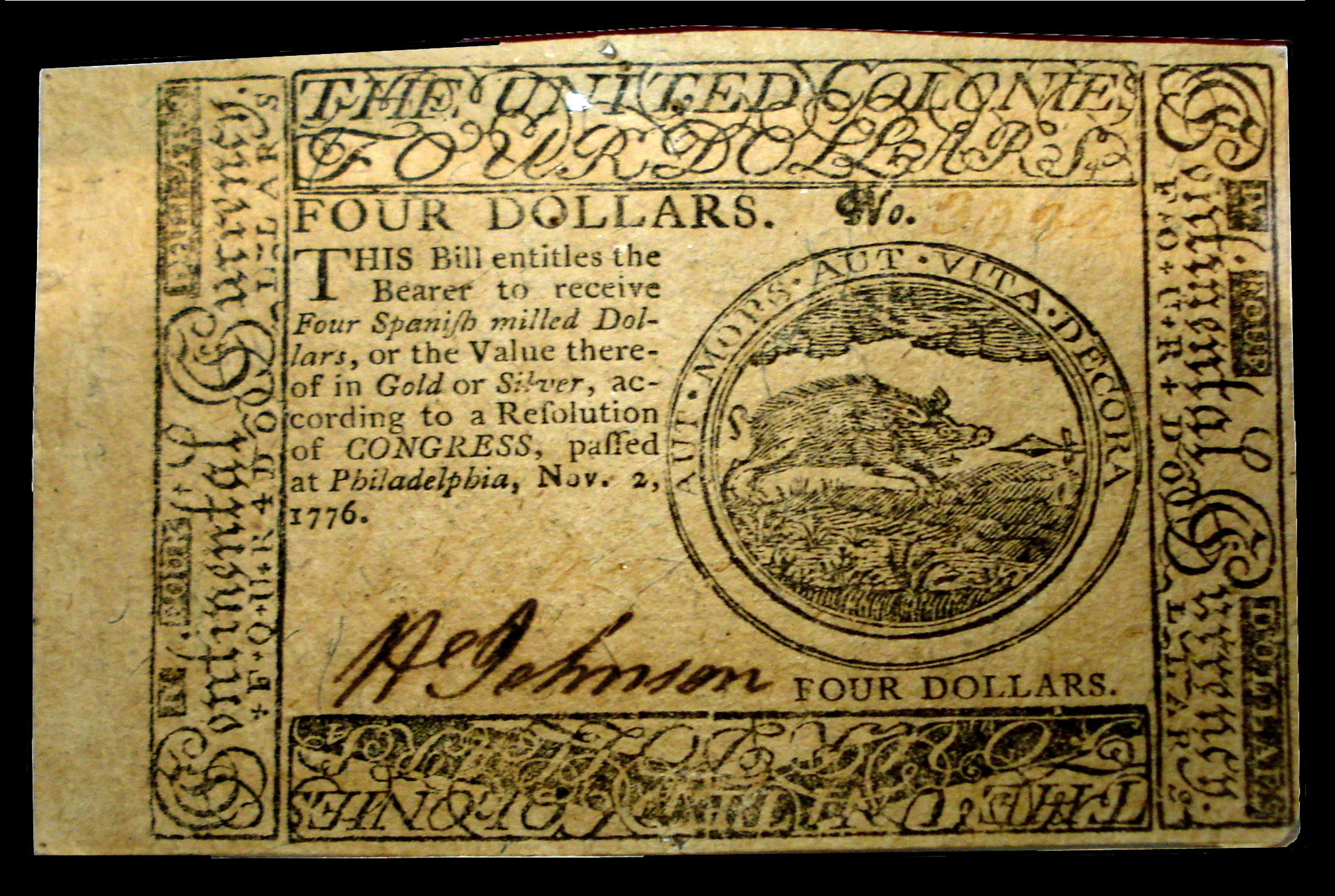
Dólar espanhol de 1776

Em geral, foram três as formas de dinheiro que circularam nas colônias britânicas da América do Norte: dinheiro-mercadoria, moedas e papeis moeda . O dinheiro-mercadoria era usado quando havia escassez dos outros dois tipos. Commodities como tabaco, peles de castor e wampum serviram como dinheiro em vários lugares e ocasiões .
Na Grã Bretanha, o dinheiro em moeda era denominado por libras, shillings e pences . As cotações variavam de colônia para colônia; uma libra de Massachusetts, por exemplo, não tinha a mesma cotação que uma libra da Pensilvânia. Todos as libras coloniais valiam menos do que as britânicas libras esterlinas . As moedas em circulação nas colônias eram, em sua maior parte, de origem espanhola ou portuguesa . Prevaleciam os chamados dólares espanhois, que acabaram por denominar a moeda americana no lugar de libra .
Uma por uma, as colônias começaram a imprimir papel moeda como um conveniente meio de troca. Em 1690, a Província da Baía de Massachusetts criou o "primeiro dinheiro em papel com impressão autorizada por um governo do Ocidente" . Foram usados para o pagamento da expedição militar durante a Guerra do Rei William. Outras colônias seguiram o exemplo e lançaram mão da emissão de dinheiro em papel para custearem conflitos militares subsequentes.
Os papeis moeda emitidos pelas colônias eram conhecidos como "títulos de crédito". Em geral eram moedas fiduciárias que não tinham preço fixado em ouro ou prata . Era comum o uso dessas notas pelos governos coloniais para quitarem dívidas. Eles também aceitaram esses títulos para o pagamento de impostos. Devido a intensa emissão desse tipo de dinheiro, houve inflação. Particularmente na Nova Inglaterra e nas colônias do Sul que, ao contrário das colônias centrais, enfrentavam guerras frequentes .
A desvalorização do dinheiro colonial enfureceu credores britânicos quando os colonos pagaram seus débitos com dinheiro que perdia valor. Adam Smith criticou o dinheiro colonial em seu famoso livro de 1776 The Wealth of Nations. De acordo com aquele autor, a característica inflacionária do dinheiro causava uma violenta injustiça aos credores; "um esquema fraudulento dos devedores para enganarem seus credores (tradução livre de "a scheme of fraudulent debtors to cheat their creditors" (Livro II, Capítulo II)). Como resultado, o Parlamento Britânico aprovou muitas leis para regular a impressão de papel moeda pelas colônias. A Lei Monetária de 1751 restringiu a emissão de papel moeda na Nova Inglaterra. Os títulos existentes só poderiam ser usados para pagamento de dívida pública (i.e. impostos), não mais para quitação de dívida privada (como as com os comerciantes) .
Outra Lei Monetária, de 1764, aumentou as restrições para as colônias ao sul da Nova Inglaterra. Ao contrário da primeira lei, o novo ato não proibia as colônias de emitirem títulos de crédito, mas impedia destiná-las como títulos para quitação de dívida pública ou privada. Essas proibições geraram tensão entre as colônias e a Grã Bretanha, e foram vistas como um dos fatores que levaram a Revolução Americana. Após muito trabalho de relações públicas, o Parlamento emendou o texto com a Lei de 1773, permitindo às colônias emitirem papel moeda para quitação da dívida pública . Quando a Guerra da Independência começou em 1775, todos os rebeldes das colônias financiaram os gastos militares com papel moeda.

### Por colônia

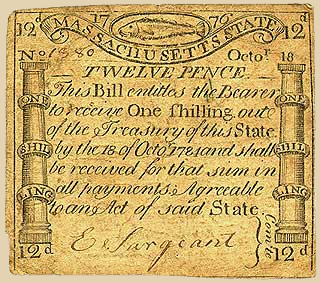
Nota de 12 pences (um shilling) do Estado de Massachusetts, impressa em 1776. As notas foram apelidadas de "codfish", devido ao desenho de um peixe, feito por Paul Revere

.
| Colônia/Estado             | Papel Moeda Impressão iniciada em : |
| -------------------------- | ----------------------------------- |
| Libra de Connecticut       | 1709                                |
| Libra de Delaware          | 1723                                |
| Libra da Georgia           | 1735                                |
| Libra de Maryland          | 1733                                |
| Libra de Massachusetts     | 1690                                |
| Libra de New Hampshire     | 1709                                |
| Libra de New Jersey        | 1709                                |
| Libra de New York          | 1709                                |
| Libra da Carolina do Norte | 1712                                |
| Libra da Pensilvânia       | 1723                                |
| Libra de Rhode Island      | 1710                                |
| Libra da Carolina do Sul   | 1703                                |
| Libra da Virgínia          | 1755                                |

## Dinheiro continental

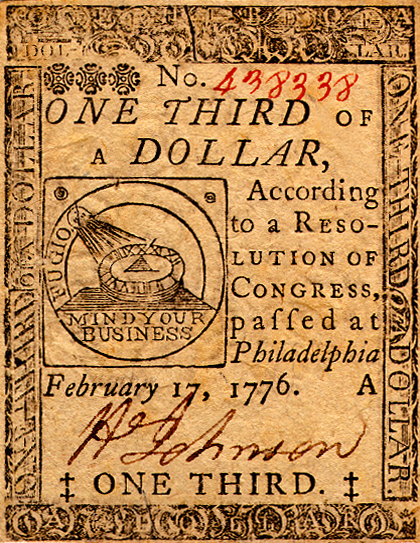
Nota Continental de 1/3 de dólar (reverso)

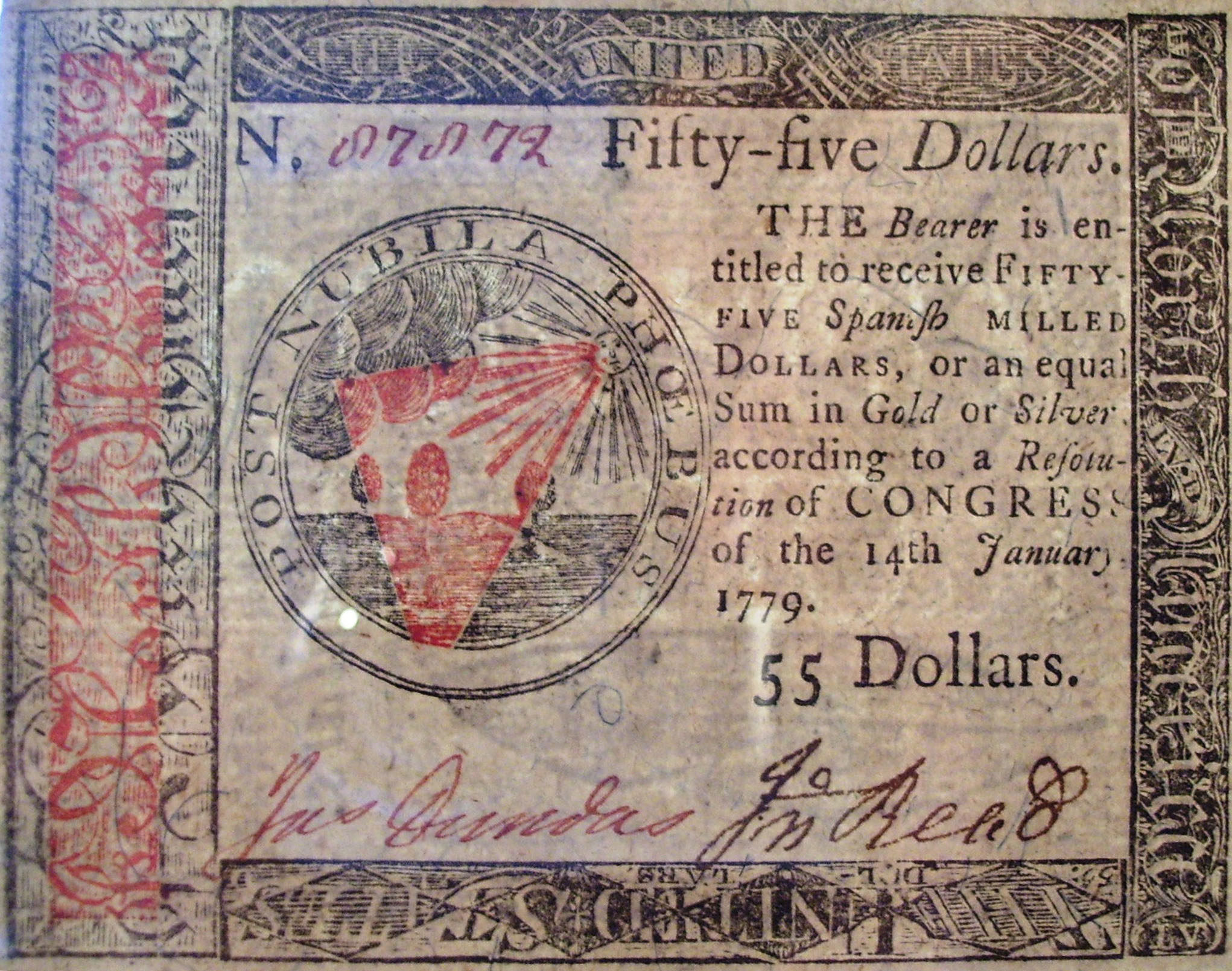
Dinheiro Continental de 55 (cinquenta e cinco) dólares, impresso em 1779

Após o começo da Guerra da Independência em 1775, o Congresso Continental iniciou a impressão de notas conhecidas como dinheiro continental ou "continentais" (Continentals). As notas continentais eram em dólares e iam de 1/6 de dólar a 80 dólares, incluindo muitas variações. Durante a Revolução, o Congresso imprimiu 241.552.780 em Dinheiro Continental .
A desvalorização do Dinheiro Continental foi muito grande durante a Guerra, dando origem a uma famosa frase em inglês ("not worth a continental" ou "não vale uma continental"). Um problema básico foi a política monetária que não previa coordenação entre o Congresso e os Estados, que continuavam com a impressão do dinheiro colonial . "Alguns acham que o dinheiro dos revolucionários desvalorizou porque o povo perdeu a fé neles ou porque não possuíam lastros em ativos tangíveis" escreveu o historiador financista Robert E. Wright (tradução aproximada). "Não foi assim. Perderam o valor simplesmente porque era muito" O Congresso e os Estados acertaram a retirada de circulação das notas através de taxação e venda de títulos .
Outro problema foi o bem-sucedido ataque contra a estabilidade da economia nas colônia com a falsificação de dinheiro continental em larga escala. Benjamin Franklin mais tarde escreveu (tradução aproximada):
Os artistas trabalharam tão bem imprimindo grande quantidade de dinheiro falso do governo britânico em Nova York, que houve a circulação entre a população de todos os estados, antes que a fraude fosse descoberta. Essa operação significou desvalorização em massa....
Ao fim de 1778, as Continentais valiam entre 1/5 a 1/7 do valor de face. Em 1780, valiam 1/40 do mesmo valor. O Congresso tentou uma reforma monetária e retirou as notas antigas de circulação e as substituiu por novas, sem sucesso. Em maio de 1781, as continentais deixaram de circular como dinheiro. Franklin anotou que a desvalorização do dinheiro tinha, de fato, atuado como um imposto de guerra.. Na década de 1790, após a ratificação da Constituição, as Continentais puderam ser negociadas como títulos do tesouro, a 1% do valor de face .
Após o colapso do dinheiro continental, o Congresso nomeou Robert Morris para o cargo de Superintende de Finanças dos Estados Unidos. Morris defendeu a criação da primeira Instituição financeira do país, o Bank of North America, em 1782. O banco foi fundado com parte de um empréstimo aos Estados Unidos da França. Morris ajudou a financiar os últimos momentos da guerra imprimindo notas em seu nome, lastreados com seu próprio dinheiro. O Bank of North America também emitiu notas conversíveis em dinheiro em espécie .
A dolorosa experiência da inflação descontrolada e colapso do dinheiro continental teria motivado os delegados da Pensilvânia a incluírem a cláusula do ouro e prata na Constituição que impediu que estados individualmente emitissem títulos de crédito  Essa restrição de emissão de títulos de crédito alcançou também o Governo Federal e o poder de emissão de notas foi retirado do texto, deixando ao Congresso o controle da política de empréstimos e crédito "

## Textos
- Brock, Leslie V. The currency of the American colonies, 1700–1764: a study in colonial finance and imperial relations. Dissertação sobre a história econômica dos Estados Unidos. New York: Arno Press, 1975. ISBN 0-405-07257-0.
- Ernst, Joseph Albert. Money and politics in America, 1755–1775: a study in the Currency act of 1764 and the political economy of revolution. Chapel Hill: University of North Carolina Press, 1973. ISBN 0-8078-1217-X.